# Sorcerer (Tangerine Dream)
Sorcerer is het eerste studioalbum van Tangerine Dream, dat geheel bestaat uit filmmuziek. Het bevat de soundtrack van de gelijknamige film van William Friedkin. Friedkin hoorde de muziek later en liet zich ontvallen als hij deze muziek eerder had gehoord hij wellicht de muziekgroep had ingeschakeld voor The Exorcist, maar die opdracht ging naar Mike Oldfield. De film en de muziek werden apart van elkaar opgenomen; de film deels in de Dominicaanse Republiek, de muziek in Europa. Tangerine Dream had geen idee van de film en zond 90 minuten aan muziek naar Friedkin. Friedkin gebruikte niet alles, maar koos aanvulling uit muziek van Keith Jarrett en Charlie Parker. Voor de tijdgeest van de band zijn er een aantal opmerkelijk korte nummers.

## Musici
- Edgar Froese, Christopher Franke, Peter Baumann – elektronica, synthesizers

## Muziek
| Nr. | Titel                                               | Duur |
| --- | --------------------------------------------------- | ---- |
| 1.  | Main title (Froese, Franke, Baumann)                | 5:28 |
| 2.  | Search (Froese, Franke, Baumann)                    | 2:54 |
| 3.  | The call (Froese, Franke, Baumann)                  | 1:57 |
| 4.  | Creation (Froese, Franke, Baumann)                  | 5:00 |
| 5.  | Vengeance (Froese, Franke, Baumann)                 | 5:32 |
| 6.  | The journey (Froese, Franke, Baumann)               | 2:00 |
| 7.  | Grind (Froese, Franke, Baumann)                     | 3:01 |
| 8.  | Rain forest (Froese, Franke, Baumann)               | 2:30 |
| 9.  | Abyss (Froese, Franke, Baumann)                     | 7:04 |
| 10. | The mountain road (Froese, Franke, Baumann)         | 1:53 |
| 11. | Impressions of Sorcerer (Froese, Franke, Baumann)   | 2:55 |
| 12. | Betrayal (Sorcerer theme) (Froese, Franke, Baumann) | 3:38 |

Het album hield het zeven weken uit in de albumlijst Verenigd Koninkrijk, in Nederland haalde het de albumlijst niet.
| Hitnotering: 23-07-1977 t/m 09-09-1977 | Hitnotering: 23-07-1977 t/m 09-09-1977 | Hitnotering: 23-07-1977 t/m 09-09-1977 | Hitnotering: 23-07-1977 t/m 09-09-1977 | Hitnotering: 23-07-1977 t/m 09-09-1977 | Hitnotering: 23-07-1977 t/m 09-09-1977 | Hitnotering: 23-07-1977 t/m 09-09-1977 | Hitnotering: 23-07-1977 t/m 09-09-1977 | Hitnotering: 23-07-1977 t/m 09-09-1977 |
| Week:                                  | 1                                      | 2                                      | 3                                      | 4                                      | 5                                      | 6                                      | 7                                      |                                        |
| -------------------------------------- | -------------------------------------- | -------------------------------------- | -------------------------------------- | -------------------------------------- | -------------------------------------- | -------------------------------------- | -------------------------------------- | -------------------------------------- |
| Positie:                               | 52                                     | 35                                     | 25                                     | 36                                     | 45                                     | 42                                     | 53                                     | uit                                    |